# Bosques de la Magdalena
Bosques de la Magdalena är en ort i Mexiko, tillhörande La Paz kommun i delstaten Mexiko. Bosques de la Magdalena ligger i den centrala delen av landet och tillhör Mexico Citys storstadsområde. Orten hade 2 803 invånare vid folkmätningen 2010.